# Enis Hajri
Enis Hajri (M'saken, 6 marzo 1983) è un ex calciatore tunisino con cittadinanza tedesca, di ruolo difensore.

## Carriera
Ha giocato nella massima serie bulgara ed in quella cinese, oltre che nella seconda divisione tedesca.

## Palmarès

### Club

#### Competizioni nazionali
- 3. Liga: 1

Duisburg: 2016-2017